# Mongua
Mongua es un municipio colombiano ubicado en la provincia de Sugamuxi en el departamento de Boyacá. Está situado a unos 55 km de la ciudad de Tunja, capital del departamento.

## Toponimia
El nombre de Mongua proviene de una expresión chibcha mengua que significa «Salida del sol».

## Historia
En tiempos de los muiscas, los habitantes de Mongua rendian culto al sumo sacerdote de Iraca en Sugamuxi. Para 1555, los franciscanos fueron los primeros en evangelizar a los naturales de la región y para la revuelta comunera, varios de sus habitantes se adhirieron al movimiento con los del Socorro. En abril de 1799 se dictó un decreto virreinal de Pedro Mendinueta para dotar a la población de un alcalde siendo Juan Julián Pico el primero en ocuparlo. 

## Geografía

### Límites municipales
Mongua está delimitado por los siguientes municipios:
| Noroeste: Tópaga               | Norte: Gámeza       | Nordeste: Socotá (Río Cravo Sur)                           |
| Oeste: Monguí                  |                     | Este: Pisba                                                |
| Suroeste: Sogamoso y Aquitania | Sur: Labranzagrande | Sureste: Labranzagrande (Quebrada Ogontal y Río Cravo Sur) |

## Sitios turísticos
El municipio cuenta con numerosos sitios turísticos entre los cuales se destacan la Laguna Negra, las piedras de Santo Domingo, el Páramo de Ocetá, la Laguna de la Estrella, el Morro de Uche, la salinas y el púlpito de San Jerónimo.

## Cultura
El municipio de Mongua cuenta con vestigios indígenas recopilados en el museo arqueológico y en el sitio denominado Las Piedras de Santo Domingo el cual cuenta con piezas rupestres significativas. 

### Artes

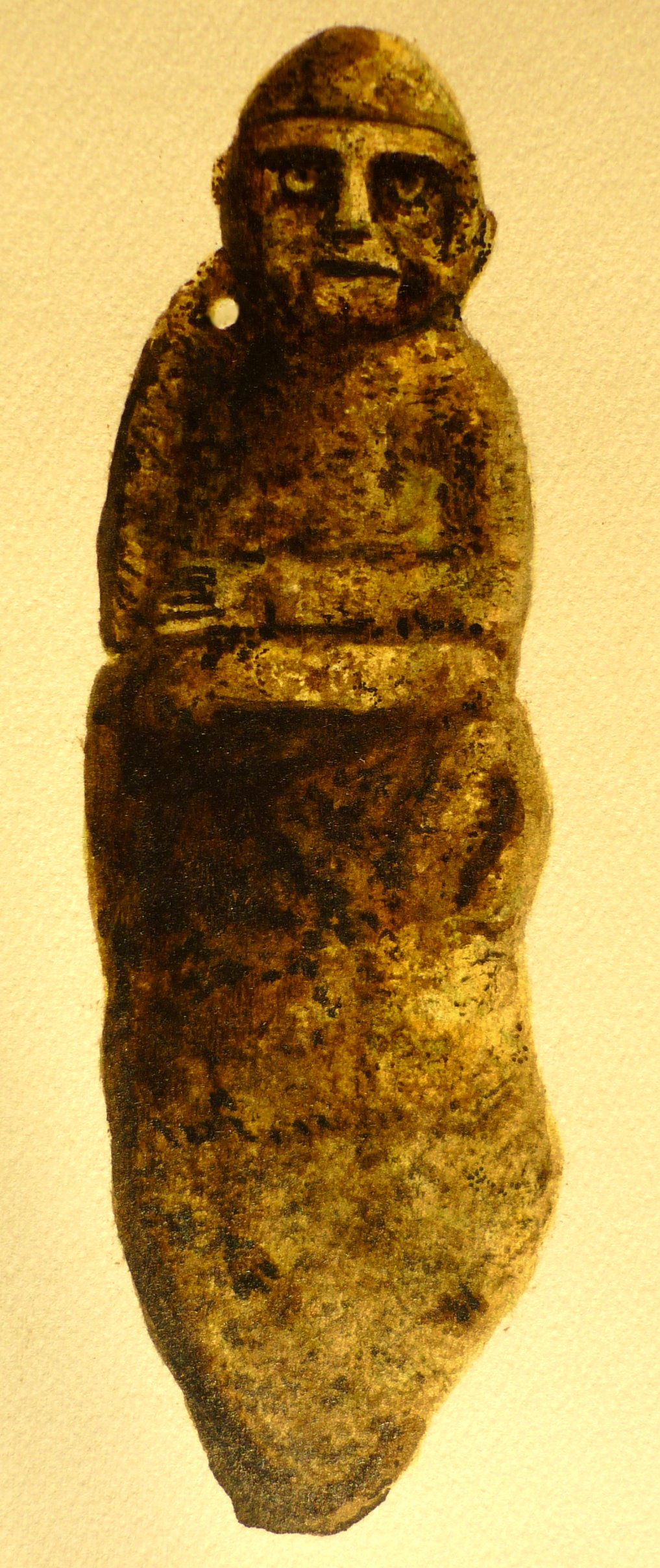
Estatua monolítica de la cultura muisca, hallada en la población de Mongua. Dibujo a tinta de Fabio Barrera Téllez. 1976

Estatuaria chibcha A la llegada de los conquistadores españoles, en Mongua se iniciaba una fase elemental de la escultura de Colombia: el tallado de la piedra en el Altiplano Cundiboyacense.
En 1965 fueron descubiertos nueve monolitos tallados con rudimentarias figuras antropomórficas por los primitivos muiscas de Mongua, población del oriente boyacense, en el sitio llamado “Huerta Vieja”, una zona alta y montañosa en las cabeceras del río Cravo Sur, en la vereda de Sirguazá. "El lugar del hallazgo estaba artificialmente arreglado con terraplenes rectangulares uno sobre otro con orientación este a oeste, no paralelos y con tierra sacada de valladares que las circundaban. El vallado inferior termina formando un estanque el cual tiene un desagüe. En dicha laguneta yacían dos estatuas que portaban un niño de poca edad a las espaldas".
El hallazgo fue reconocido por el arqueólogo Eliécer Silva Célis, quien describe las figuras en su obra Arqueología colombiana y en un opúsculo publicado en 1968 por la Universidad Tecnológica de Tunja.
Las autoridades locales adosaron las figuras con cemento a los nichos de una vieja capilla de la curia en la plaza central de Mongua para evitar su traslado, y al año siguiente, el escultor Hugo Martínez González realizó notables réplicas de las estatuas para el Museo Arqueológico de Sogamoso.
A diferencia de las estatuas agustinianas, carecen de rasgos felinos y no se encuentran relacionadas con manifestaciones escultóricas de otras culturas.
El tratamiento de la figura humana se acerca ligeramente al empleado en la cerámica muisca.

## Economía
Las principales actividades económicas de Mongua son la agricultura, la ganadería y la minería. Dentro de la agricultura se destacan los cultivos de papa, arveja, maíz, cebada, trigo, habas y zanahoria. En cuanto a la ganadería y la minería, principalmente se desarrollan el ganado lechero y la extracción de carbón.